# Reserva de la biosfera Selva El Ocote
La reserva de la biosfera Selva El Ocote es un área natural declarada reserva de la biosfera en 2006 por la UNESCO.
Posee un sistema cavernario con ríos subterráneos, y ha sido considerada como uno de los macizos forestales más importantes de Mesoamérica. El clima que más predomina es el cálido-húmedo, con abundantes lluvias en verano y también el cálido-subhúmedo con lluvias en verano y el semicálido-subhúmedo. Los ecosistemas con los que cuenta son los tropicales de la región de Chiapas, particularmente especies raras, endémicas y en peligro de extinción. 
Es una de las dos regiones en el país con una considerable gran extensión de tierras altas y bosques de media altura, típicas del trópico húmedo de México (debido a su tamaño, la diversidad biológica y de gran relevancia ecológica y geológica). Cuenta con un sistema de cuevas complejo y variado de origen kárstico . Sus acuíferos kársticos son considerados como la reserva para el tercer milenio con una zona de muy buena calidad situado en el Cañón del Río La Venta, debido a su aislamiento y la escasa presión de los asentamientos humanos.

## Localización
Se localiza en la Depresión Central y las Montañas del Norte en el estado de Chiapas, al noroeste del estado municipios de Ocozocoautla de Espinosa y Tecpatán. Tiene una extensión de 48,140 hectáreas. En esta reserva se tienen muchos asentamientos humanos, como Francisco I. Madero, Cintalapa, Ocuilapa, Ocozocuautla de Espinosa, Tuxtla Gutiérrez, Raudales de Malpaso, Tecpatán, Apic Pac, Chicoasén, San Fernando, Terán.

## Declaración
Fue decretada el 24 de mayo de 1972 por el gobernador del estado como área natural y típica del estado de Chiapas, tipo ecológico bosque lluvioso alto; posteriormente se ratifica este decreto y el 20 de octubre de 1982 el presidente José López Portillo la decreta como zona de protección forestal y fáunica.

## Biodiversidad
De acuerdo al Sistema Nacional de Información sobre Biodiversidad de la Comisión Nacional para el Conocimiento y Uso de la Biodiversidad (CONABIO) en la Reserva de la Biosfera Selva El Ocote habitan más de 2,950 especies de plantas y animales de las cuales 234 se encuentra dentro de alguna categoría de riesgo de la Norma Oficial Mexicana NOM-059  y 32 son exóticas,

### Flora
Setecientos doce especies de la flora se han descrito, con numerosas especies de importancia económica: árboles maderables y plantas medicinales, comestibles y ornamentales .Se encuentra constituida principalmente por árboles maduros, que alcanzan en los tipos más frecuentes de selva del interior de los 20 a los 40 metros de altura...

### Fauna
En esta región podemos encontrar una gran cantidad de aves rapaces, en especial nocturnas, se encuentran aves como el zopilote rey, el hocofaisán, el gavilán nevado y pericos de diversas variedades.